# NGC 5597
NGC 5597 ist eine Balken-Spiralgalaxie vom Hubble-Typ SBcd im Sternbild Waage und etwa 117 Millionen Lichtjahre von der Milchstraße entfernt.
Sie steht in gravitationeller Wechselwirkung mit NGC 5595 und wurde zusammen mit dieser am 14. Mai 1784 von Wilhelm Herschel mit einem 18,7-Zoll-Spiegelteleskop entdeckt, der sie dabei mit „Two, N.p. - S.f. The following eF, 1′ diameter, nearly round. The preceding [NGC 5595] vF, vS, R, distance 5′“ beschrieb.